# Симоненко, Николай Дмитриевич
Никола́й Дми́триевич Симоне́нко (14 мая 1915, Володькова Девица, Черниговская губерния — 18 ноября 1981, Володькова Девица, Черниговская область) — участник партизанской борьбы на Черниговщине, командир 2-го партизанского полка партизанского соединения «За Родину!», капитан. Герой Советского Союза.

## Биография
Родился 14 мая 1915 года в селе Володькова Девица Носовского района Черниговской области в крестьянской семье. Украинец. Член КПСС с 1941 года. Окончил семь классов неполной средней школы. Работал в колхозе. Был рабочим-бригадиром по ремонту железной дороги.
В октябре 1936 года призван в ряды Красной армии. В ноябре 1939 года демобилизовался. Работал председателем Носовского районного комитета Осоавиахима. Когда началась Великая Отечественная война, по решению Носовского райкома Н. Д. Симоненко был оставлен на временно оккупированной территории для организации партизанской борьбы. За период двухлетней боевой партизанской деятельности против немецко-фашистских захватчиков был командиром группы, заместителем командира отряда, командиром партизанского полка. Во 2-м полку под командованием Н. Д. Симоненко насчитывалось около двух тысяч бойцов и командиров. Полк провёл ряд боевых операций по разгрому гарнизонов врага, пустил под откос 30 эшелонов с живой силой и техникой противника, в том числе 3 бронепоезда. Сам Н. Д. Симоненко принимал активное участие во многих боевых операциях. В результате боёв и подрыва поездов было убито и ранено более тысячи вражеских солдат и офицеров, взорвано 5 железнодорожных мостов, 40 километров линий связи. Во время наступления советских войск и выхода их на левый берег Днепра и Припяти полк Н. Д. Симоненко организовал охрану переправ, а в районе села Новый Глибов вёл бои с гитлеровцами до прихода частей Красной армии. Весь личный состав партизанского полка под командованием Н. Д. Симоненко вместе с артиллеристами с 23 по 26 сентября 1943 года непрерывно вёл бои с противником, обеспечивая успешное форсирование Днепра советскими войсками. Партизаны строили плоты, ремонтировали лодки, баржи. Много партизан из личного состава 2-го партизанского полка стали бойцами Красной Армии и громили врага до окончания Великой Отечественной войны.
Указом Президиума Верховного Совета СССР «О присвоении звания Героя Советского Союза командирам партизанских отрядов Украинской ССР» от 4 января 1944 года за «умелое и мужественное руководство боевыми операциями партизанских отрядов по овладению переправами на реках Днепре, Десне и Припяти севернее Киева, удерживание переправ по подхода частей Красной Армии и проявленные при этом отвагу и геройство» удостоен звания Героя Советского Союза с вручением ордена Ленина и медали «Золотая Звезда».
После освобождения Киева Н. Д. Симоненко был оставлен для организации работ по восстановлению сельского хозяйства на Черниговщине. Жил в родном селе Червоные Партизаны. Скончался 18 ноября 1981 года. 
Награды
Награждён орденами Ленина, Красного Знамени, медалями. 
Память

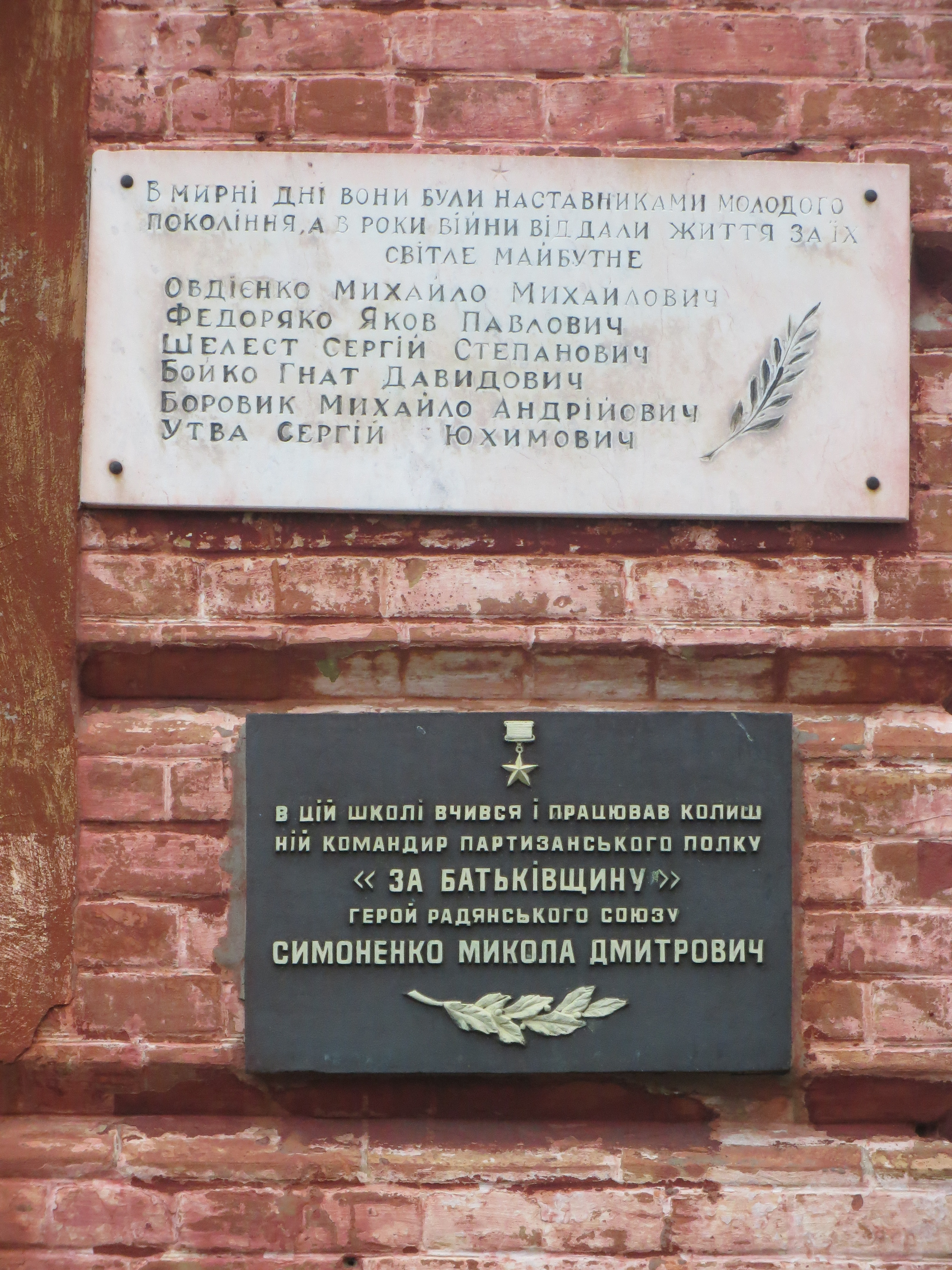
Меморіальная доска на западной стене начальной школы в селе Володькова Девица

В селе Володькова Девица, в честь Героя, установлены бюст и мемориальная доска на здании сельской школы, в которой он учился и работал. В районном центре городе Носовка Черниговской области установлен памятный знак Герою.